# Hotellets nye Skopudser
Hotellets nye Skopudser er en dansk stum komediefilm fra 1912 produceret af Nordisk Films Kompagni og instrueret af Eduard Schnedler-Sørensen.
Filmen havde dansk premiere den 27. september 1912 i Biograf-Theatret og blev i tysktalende lande distribueret som Der neue Schuhputzer, i engelsketalende lande som The new Boot-Cleaner og i fransktalende lande som Le Nouveau Decorateur De L'Hôtel.

## Handling
Skopudseren Fritz får et job på Hotel Gloria som skopudser, men hans arbejdsindsats går det vanskeligt for hotellets ejer, at Fritz hurtigt bliver smidt ud på en mindre blid måde.

## Medvirkende
- Frederik Buch som skopudseren Fritz
- Ingeborg Bruhn Bertelsen
- Maja Bjerre-Lind
- Mathilde Felumb-Friis
- Alma Hinding
- Otto Lagoni
- Oscar Stribolt
- Valda Valkyrien